# Archidiecezja Juiz de Fora
Archidiecezja Juiz de Fora (łac. Archidioecesis Iudiciforensis) – archidiecezja Kościoła rzymskokatolickiego w Brazylii. Należy do metropolii Juiz de Fora, wchodzi w skład regionu kościelnego Leste II. Została erygowana przez papieża Piusa XI bullą Ad sacrosancti apostolatus officium w dniu 1 lutego 1924.
14 kwietnia 1962 papież Jan XXIII utworzył metropolię Diamantina podnosząc diecezję do rangi archidiecezji.